# دانیل (موشک)
دانیل(به انگلیسی: Daniel) یک موشک آزمایشی فرانسوی است. این موشک سه مرحله‌ای است و بین سال‌های ۱۹۵۹ تا ۱۹۶۱ آزمایش شده است. حداکثر ارتفاع راکت دانیل ۱۳۰ کیلومتر و وزن آن ۱۰۰۰ کیلوگرم، قطرش ۰٫۴۰ متر و طولش ۸٫۴۰ متر است.